# Plastelina

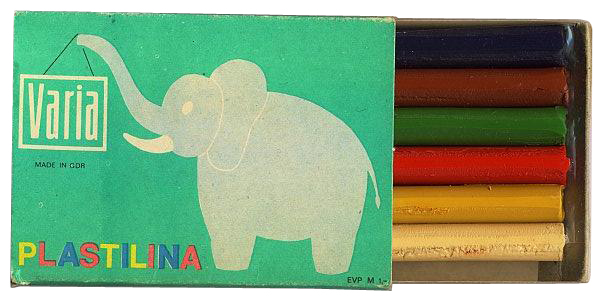
Pudełko z plasteliną

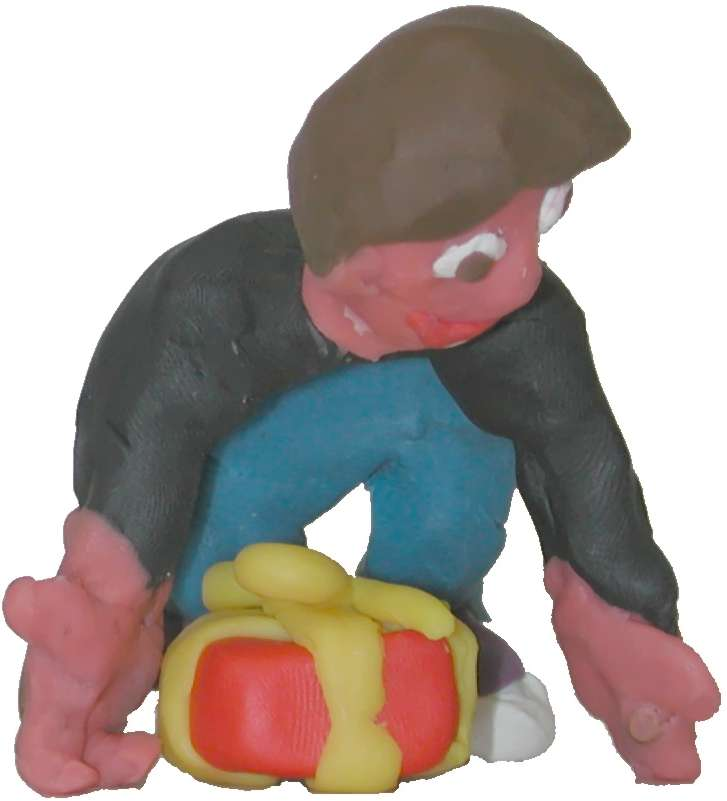
Postać wykonana z plasteliny

Plastelina – masa plastyczna wykonana z wazeliny zmieszanej z węglanem wapnia (kredą) i kwasami tłuszczowymi (głównie stearynowym), służąca do modelowania przestrzennego.
Skład plasteliny jest podawany odmiennie w różnych źródłach:
1. glina, krochmal, tlenek cynku, siarka, wosk i oliwa[1]
2. masa złożona z gliny z domieszką innych substancji (m.in. wosku, oliwy, mielonej siarki)[2][3]
3. gips, wazelina, wapno, lanolina, kwas stearynowy[4].

Plastelina jest masą, najczęściej zabarwioną pigmentami, która staje się bardzo plastyczna w temperaturze zbliżonej do temperatury ciała człowieka, natomiast w temperaturze pokojowej traci plastyczność, jednak nie twardnieje na zawsze. Jej zaletą jest możliwość wielokrotnego użycia, niewysychanie na powietrzu, nietoksyczność i odporność na zabrudzenie. Wymaga jednak lekkiego ogrzania w dłoniach przed użyciem, poprzez rozcieranie lub umieszczenie w garnku z ciepłą wodą.
Analogicznymi materiałami, które w Polsce też bywają nazywane plasteliną są masy oparte na mące, wodzie i soli, takie jak np. ciastolina. Masy takie również są nietoksyczne, są one jednak mniej odporne na zabrudzenie i bezpowrotnie wysychają na powietrzu. Ich zaletą jest natomiast możliwość barwienia ich na żywsze niż plastelina kolory oraz brak konieczności rozgrzewania ich przed użyciem, gdyż są one plastyczne w temperaturze pokojowej.
Plastelina została wynaleziona przez monachijskiego aptekarza Franza Kolba w 1880 roku. Innym pretendentem do miana wynalazcy plasteliny (o nazwie plasticine) jest angielski nauczyciel rzeźby, William Harbutt, który poszukiwał materiału o własnościach zbliżonych do gliny, lecz możliwego do wielokrotnego użycia. W 1897 roku stworzył szarą plastyczną masę nadającą się do modelowania, a także do tworzenia form do odlewów gipsowych. W 1900 roku założył firmę zajmującą się produkcją i sprzedażą plasteliny w czterech kolorach.
Plastelina jest wykorzystywana jako rodzaj zabawki edukacyjnej dla dzieci bądź w pracowniach plastycznych. Powszechność plasteliny oraz jej uniwersalność powoduje, że bardzo często znajduje się dla niej zastosowania praktyczne w drobnych pracach montażowych, bądź uszczelniających w gospodarstwach domowych.
Odmianą plasteliny, która traci właściwości plastyczne pod wpływem wysokiej temperatury (po włożeniu do wrzątku lub do piekarnika) jest modelina. Jej głównymi składnikami są syntetyczne żywice termoutwardzalne.